# Rukometni klub Vitez
Rukometni klub Vitez je bosanskohercegovački rukometni klub iz Viteza. Predsjednik je Mario Magerl. Sezone 2016./17. natječe se u Prvoj ligi Rukometnog saveza Herceg Bosne.
Osnovan je 1957. godine. Postoji i ženska sekcija, ŽRK Vitez.

## Vanjske poveznice
- Službene stranice
- Izvidjac.com[neaktivna poveznica] RK Vitez
- ŽRK Vitez